# قرار مجلس الأمن التابع للأمم المتحدة رقم 1991
قرار مجلس الأمن التابع للأمم المتحدة رقم 1991، المتخذ بالإجماع في 28 يونيو 2011، بعد إعادة التأكيد على القرارات السابقة بشأن الحالة في جمهورية الكونغو الديمقراطية، مدد المجلس ولاية بعثة منظمة الأمم المتحدة لتحقيق الاستقرار في جمهورية الكونغو الديمقراطية حتى 30 يونيو 2012.
وقد صاغ القرار فرنسا.

## القرار

### أعمال
وجدد القرار تحت الفصل السابع ولاية بعثة منظمة الأمم المتحدة لتحقيق الاستقرار في جمهورية الكونغو الديمقراطية لمدة سنة أخرى حتى نهاية حزيران / يونيه 2012. وأكد مجلس الأمن أن الأولوية هي حماية المدنيين، بينما تظل الحكومة الكونغولية مسؤولة عن سلامتهم. سيعتمد تشكيل بعثة منظمة الأمم المتحدة على الوضع على الأرض: العمليات العسكرية في الشمال الشرقي والقدرات المعززة للحكومة وبسط سلطة الدولة في جميع أنحاء البلاد.
في غضون ذلك، طالب أعضاء المجلس الجماعات المتمردة، مثل القوات الديمقراطية لتحرير رواندا وجيش الرب للمقاومة، بإنهاء جميع أشكال العنف وانتهاكات حقوق الإنسان على الفور. كما كان هناك قلق بشأن ترقية الأفراد المشتبه في ارتكابهم انتهاكات في قوات الأمن في البلاد.
وقرر القرار كذلك أن بعثة منظمة الأمم المتحدة لتحقيق الاستقرار في جمهورية الكونغو الديمقراطية يمكنها تقديم الدعم للانتخابات المحلية والإقليمية والوطنية إذا طلبت السلطات الكونغولية ذلك. تم الترحيب باحتجاز برنارد مونياغيشاري في المحكمة الجنائية الدولية لرواندا.

## انظانظر أيضا
- صراع دونغو
- صراع إيتوري
- صراع كيفو
- قائمة قرارات مجلس الأمن التابع للأمم المتحدة 1901-2000

## روابط خارجية
- نص القرار في undocs.org